# Charles Voysey (architecte)
Ne doit pas être confondu avec Charles Voysey.
Charles Francis Annesley Voysey dit « C. F. A. Voysey » (1857-1941) est un architecte, un artiste décorateur et designer anglais. S'inscrivant dans la mouvance de l'Arts & Crafts et de William Morris, il fut l'un des premiers à comprendre l'importance du design industriel. Comme architecte, il est considéré comme l'un des pionniers du modernisme.

## Biographie

### Formation
Petit-fils d'Annesley Voysey (1794-1839), architecte d'églises mort en Jamaïque, fils aîné du prédicateur Charles Voysey, fondateur d'une Église théiste, Charles Francis Annesley Voysey entre en 1874 en formation au cabinet de John Polard Seddon (1827-1906), auprès duquel il prend connaissance des travaux théoriques d'Augustus Pugin, pionnier du style néo-gothique : emploi de matériaux naturels, comme la pierre et le bois, et pas de surélévation brusque. Voysey prendra très vite ses distances avec le style néo-gothique : cependant, comme Pugin et Seddon, il entend que l'architecte doit gérer aussi bien l'apparence et la structure d'un bâtiment que ses composantes. En 1880-1881, il fait un bref passage au cabinet de George Devey (en), qui était un proche de son père. Devey lui transmet son grand savoir sur l'architecture vernaculaire anglaise. En 1882, Voysey ouvre à Londres son premier cabinet, il a 25 ans.

### Le designer et l'archictecte

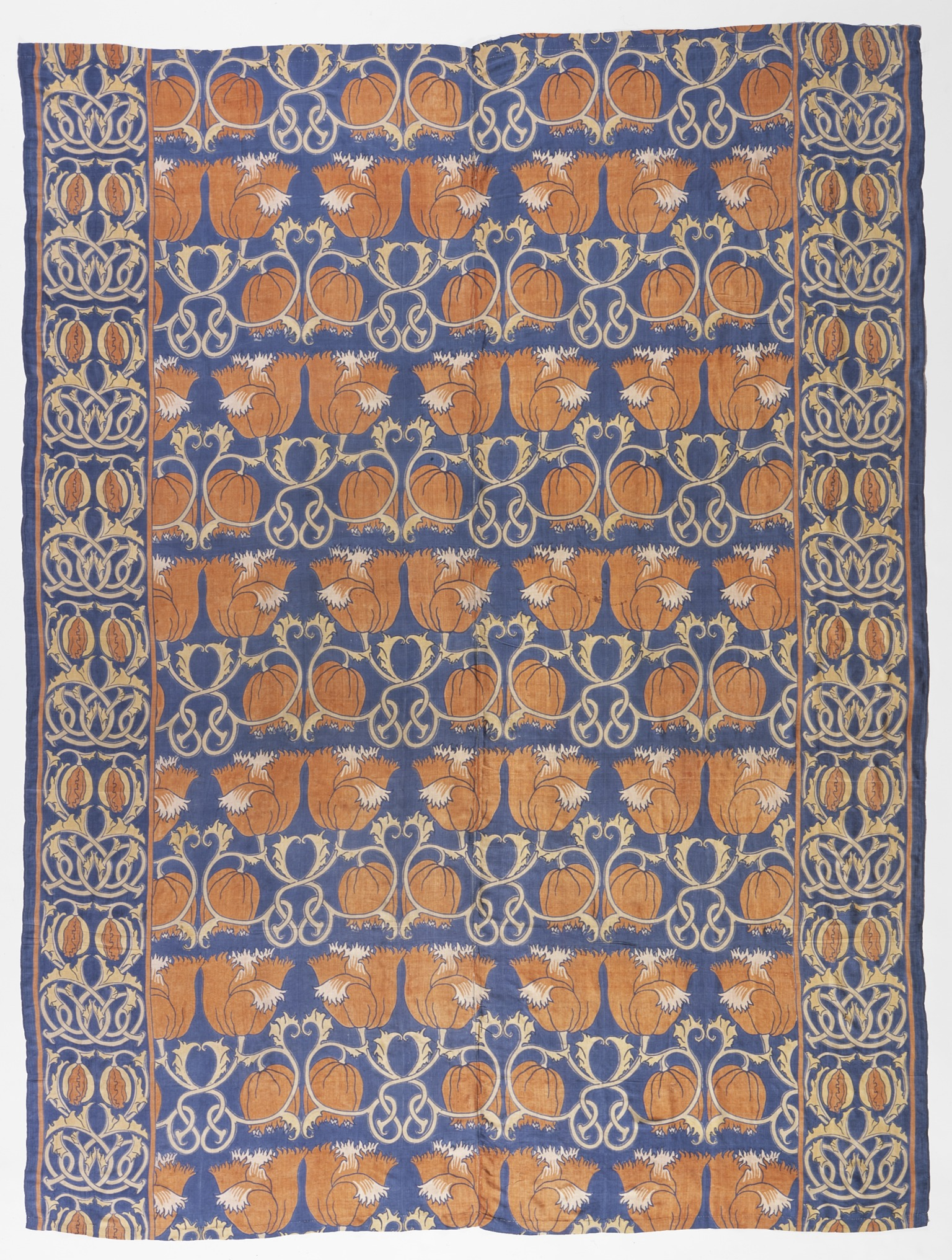
Couverture de lit (1888).

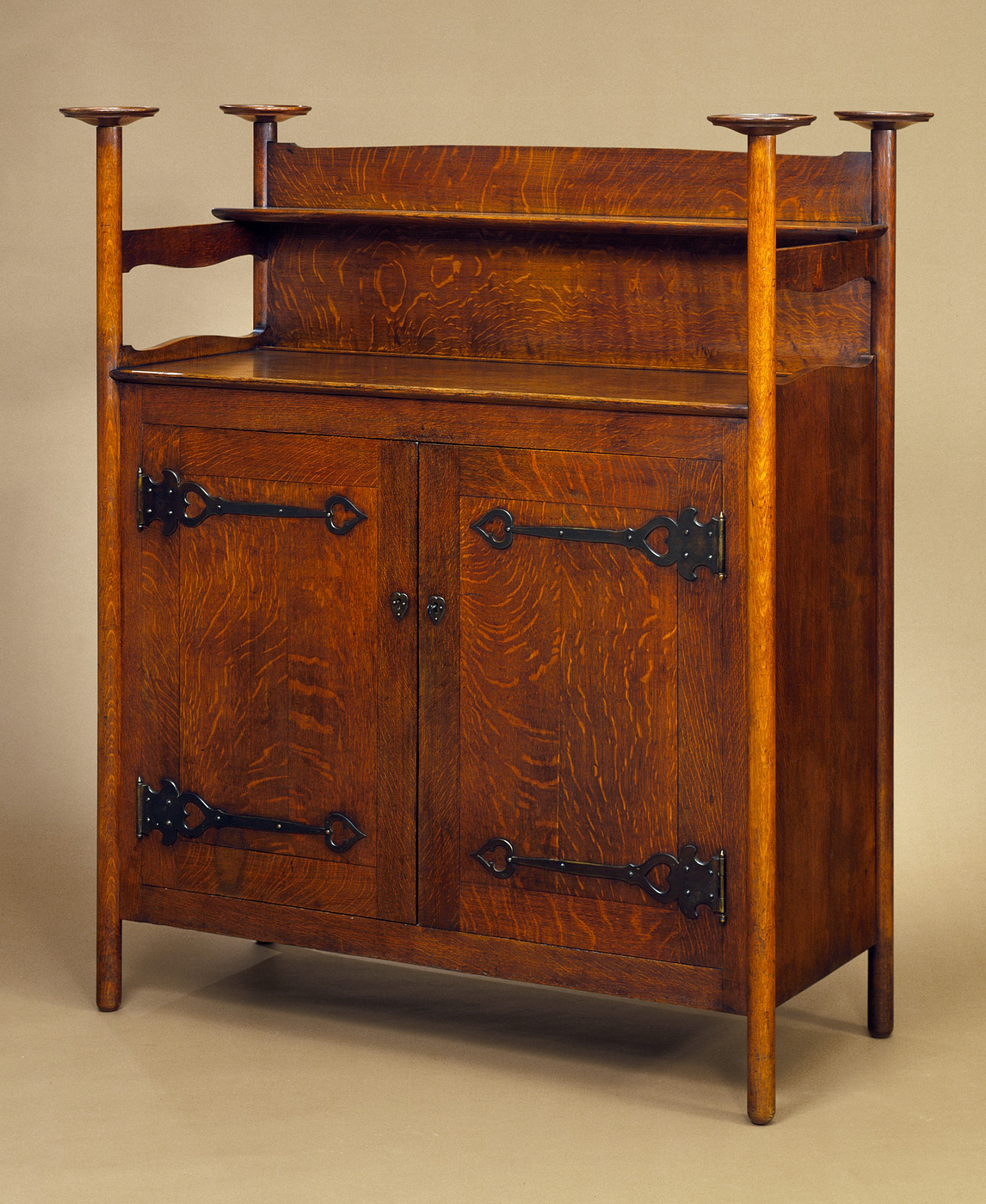
Buffet en chêne et armatures de bronze (1897).

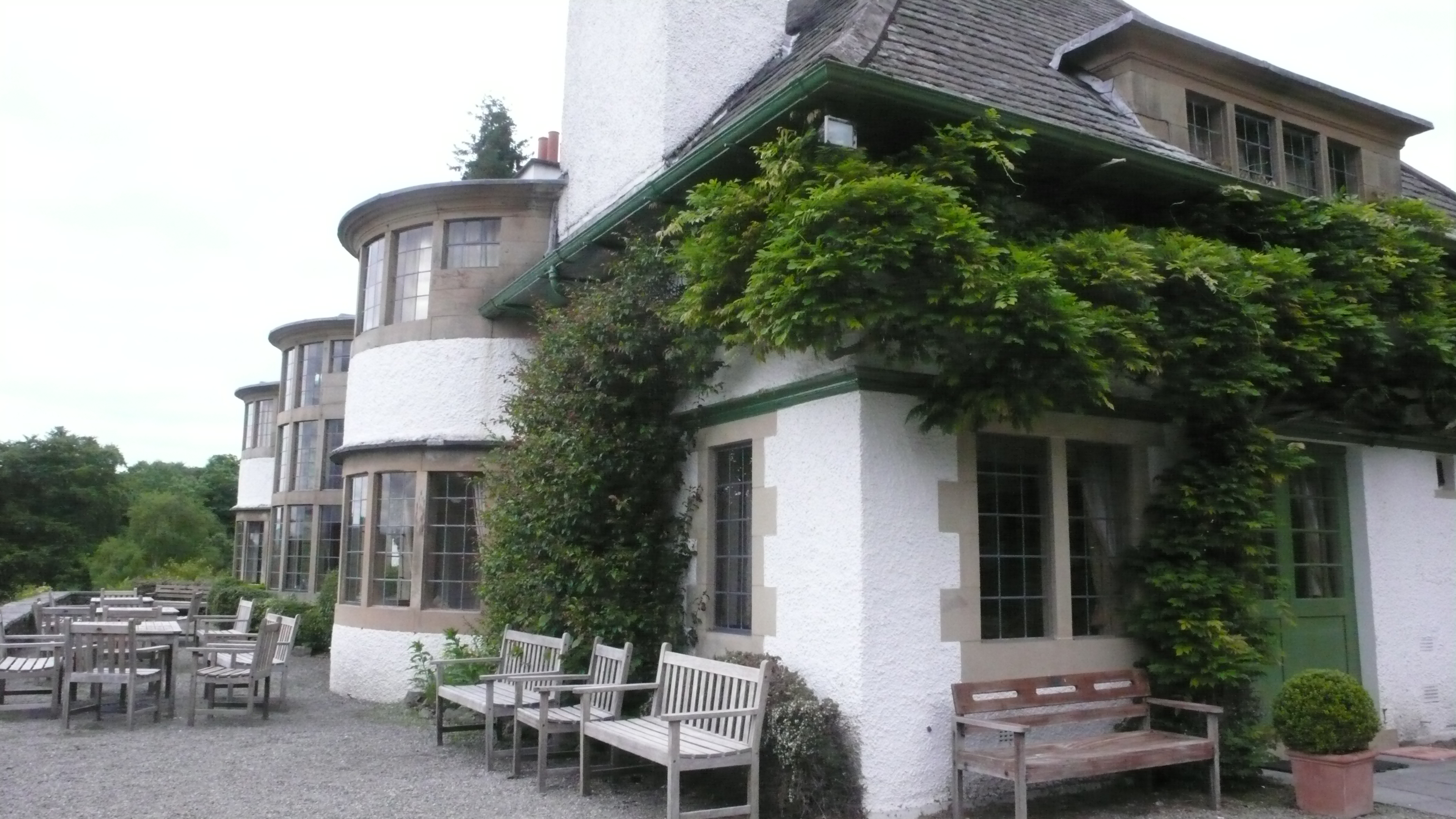
Broad Leys (1898).

Au cours des années 1880, Voysey se montre sensible aux idées défendues par John Ruskin et surtout William Morris : il rompt ainsi avec l'académisme de l'époque victorienne. Il lance une ligne de papiers peints (1883) et de tissus à la fois brodés et imprimés, dont certains motifs s'inspirent des travaux d'Arthur Heygate Mackmurdo, qui avait fréquenté la Ruskin School of Drawing and Fine Art. Plus tard, Voysey a reconnu tout ce qu'il devait à la Century Guild of Artists cofondée par Mackmurdo, avec qui il était ami.
Il épouse Mary Maria Evans le 30 juillet 1883, le couple a eu cinq enfants dont Charles Cowles-Voysey (1889-1981), qui est également architecte.
En 1884, il rejoint la Art Workers' Guild fondée autour de cinq assistants de l'architecte Richard Norman Shaw. En 1888, les différents modèles dessinés par Voysey sont montrées à la New Gallery de Londres, au cours de l'Arts and Crafts Exhibition Society. La revue The British Architect publie cette année-là un plan de maison individuelle dessiné par Voysey : les lignes sont simples, les murs sont recouverts de crépi blanc, le toit à deux versants est à forte pente, le tout est intégré dans l'espace naturel avec harmonie. Il s'inspire de la fermette anglaise typique, telle que l'on peut les voir dans des toiles du XVIIe siècle.
Sa première maison est construite à Loughton pour Octavius Dixie Deacon. Plus tard, il introduit la brique, pour des raisons d'économie : cette façon de faire pour une maison destinée à un particulier était à cette époque très novatrice.
Dès 1893, puis à plusieurs reprises, le magazine The Studio se fait très élogieux sur les travaux de Voysey : ce périodique, qui va prendre de l'ascendant sur le plan esthétique en Occident, montre régulièrement des reproductions de ses plans architecturaux et de ses créations destinées à l'ameublement et à la décoration, lesquelles n'ont rien à envier à celles vendues par le magasin Liberty.
Son chef-d'œuvre architectural est peut-être la villa Broad Leys (en), située à Ghyll Head, près de Windermere dans le nord-est de l'Angleterre. Elle date de 1898-1900, et fut élevée pour un riche industriel de Manchester : située en bord de mer, sur une élévation, elle servit de décor à La Maîtresse du lieutenant français, un film de Karel Reisz (1981).
Après 1914, Voysey ne réalise plus de commande importante, mais devient Maître de l'Art Workers Guild en 1924.
En 1940, il reçoit la Médaille d'or royale pour l'architecture.
Son essai, Individuality, publié en 1915, résume à la fois son parcours, sa vision et défend une conception singulière de l'architecture, proche de l'individu et de la nature.

## Influences
Intégrant les travaux de John Ruskin et William Morris, C.F.A. Voysey est l'un des pionniers du modernisme architectural et du design. Son influence sur les créateurs britanniques, à la fin du XIXe siècle et dans la première partie du XXe siècle est importante : il fut énormément imité.
Il est à l'origine de plus de 117 bâtiments, dont une soixantaine répartis en Grande-Bretagne, du simple cottage à la luxueuse maison de campagne – dont une pour H.G. Wells —, ainsi qu'en Autriche, en Amérique du Nord et en Égypte. Sa signature s'étend non seulement aux lignes de l'ensemble, mais aussi à la décoration intérieure. Il produisit différentes lignes de meubles, d'objets de décoration et des ex-libris. Au Royaume-Uni, l'expression « Voysey house » fut employée après la Première Guerre mondiale pour qualifier ce type de construction. L'autre architecte pionnier en termes de maison individuelle moderne est le Gallois Herbert Tudor Buckland (en).
Associé au mouvement Arts & Craft, ses idées furent reprises et développées par les architectes américains sensibles à l'Arts & Craft comme l'agence Greene & Greene (en), Bernard Maybeck (en) et Frank Lloyd Wright.
En Europe, le mouvement De Stijl se montra sensible à ses idées, de même, dans les années 1920, le premier Bauhaus. Le Tchèque Jan Kotěra a reconnu sa dette à son égard.
En 2011, la C.F.A. Voysey Society est fondée à Londres afin de valoriser l'œuvre de cet architecte.

## Œuvre

### Réalisations architecturales
- Perrycroft, Colwall, Herefordshire, 1893 ;
- Annesley Lodge, Hampstead, Londres, 1896 ;
- Cottage pour un artiste, 14 South Parade, Chiswick, Londres, années 1890 ;
- Merlshanger  (« Greyfriars »), Hog's Back, Puttenham près Guildford, 1896 ;
- Norney Grange, Shackleford, 1897 ;
- Spade House, conçu pour H. G. Wells, Sandgate, Kent, 1898 ;
- Broad Leys (en), Ghyll Head, près de Windermere, 1898-1900 ;
- The Orchard, Chorleywood, 1900 ;
- Sanderson Wallpaper Factory, The Voysey House, Chiswick, 1902 ;
- The Pastures, North Luffenham, Rutland, 1903 ;
- Ty Bronna (en), St Fagan's Road, Cardiff, banlieue de Fairwater, 1903-1906 ;
- Holly Mount, Knotty Green (en), Buckinghamshire, 1904-1907 ;
- Garden Corner : design intérieur, Chelsea Embankment, Chelsea, 1906-1907 ;
- Voysey Garden [jardin paysagé], Emslie Horniman's Pleasance, North Kensington, 1914 ;
- Malvern Wells War Memorial, Malvern Wells, Worcestershire, 1920.

### Écrits
- Reasons of the Basis of Art, Londres, Londres, Elkin Mathews, 1906.
- Individuality, Londres, Chapman & Hall, 1915.